# Masahiro Tabata
Masahiro Tabata (田端 正広, Tabata Masahiro) (4 janvier 1940 - 5 janvier 2025) est un homme politique japonais élu à la chambre des représentants de la diète (le parlement national). Il est membre du parti New Komeito.
Il naît à Wakayama et est diplômé de l'université Dōshisha. Après une carrière de journaliste, il est élu pour la première fois en 1993.
Il meurt à Osaka le 5 janvier 2025,

## Actions politiques
En 2005, Tabata s'est occupé de l'indemnisation de victimes industrielles de contamination à l'amiante.